# Risskov Sogn
Risskov Sogn er et sogn i Århus Nordre Provsti (Århus Stift).
Risskov Sogn blev i 1940 udskilt fra Vejlby Sogn, som hørte til Hasle Herred i Aarhus Amt. Vejlby var en selvstændig sognekommune. Efter dannelsen af Risskov Sogn blev den til Vejlby-Risskov sognekommune, som ved kommunalreformen i 1970 blev indlemmet i Aarhus Kommune.
I Risskov Sogn ligger Risskov Kirke, som blev indviet i 1934.
I sognet findes følgende autoriserede stednavne:
- Risskov (bebyggelse)
- Skolevangen (bebyggelse)
- Strandvænget (bebyggelse)
- Vejlby Fed (bebyggelse)
- Åkrogen (bebyggelse)